# Maro Joković
Pour les articles homonymes, voir Joković.
Maro Joković, né le 1er octobre 1987, est un joueur croate de water-polo. 

## Biographie
Il est un membre du club Pro Recco, et de l'équipe nationale croate de water polo (cap numéro 6). Il évolue sur l'aile droite et est gaucher. Il mesure 203 cm et pèse 96 kg.
Il a remporté l'Euroligue en 2006 à Dubrovnik ainsi que le Championnat du Monde en 2007 à Melbourne. Il a commencé à jouer au water-polo à l'âge de 7 ans, dans un club local près de Dubrovnik, appelé "Gusar" (Pirate). À l'âge de 14 ans, il rejoint le VK Jug Dubrovnik et y est resté depuis. Il suit actuellement des études en économie à l'Université de Dubrovnik.